# Menandrosz (komédiaköltő)
Menandrosz (ógörögül: Μένανδρος, latinul: Menander), (Athén, Kr. e. 342 – Pireusz, Kr. e. 291) az attikai újkomédia legkiemelkedőbb alkotója. Állítólag száznál is több művet írt, melyből mára jórészt csak töredékek maradtak fenn. Szemben az Arisztophanész fémjelezte ókomédiával, az újkomédia jellegzetességeinek megfelelően a politikai témák háttérbe szorulnak, Menandrosz hétköznapi emberek hétköznapi problémáit állítja figyelme középpontjába. Plutarkhosz szerint Menandrosz jobb komédiákat írt, mint Arisztophanész.

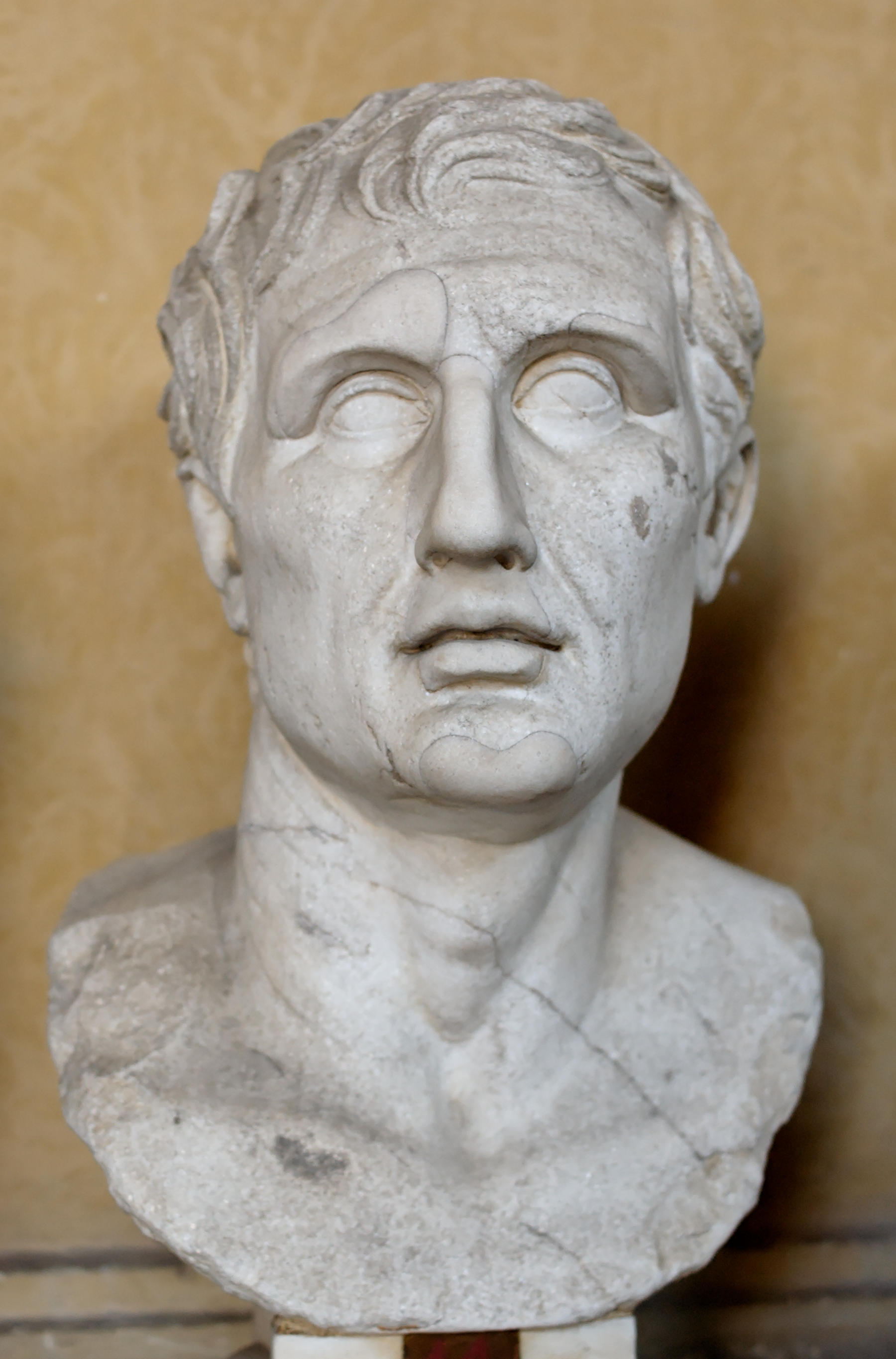
Menandrosz

## Élete
Menandrosz Kr. e. 342-ben született. Athéni polgárcsaládból származott, apját Deiopeitésznak hívták. Menandrosz Theophrasztosznál tanult filozófiát, Alexisznél drámaírást. Epikurosszal együtt töltötte az athéni ifjak (ephéboszok) számára kötelező katonai szolgálatot. Ifjúkora egybeesik Athén nagyhatalmi rangjának elvesztésével, a makedón megszállással. Jó barátságba került Athén makedón katonai helytartójával Phaléroni Démétriosszal, ami miatt az athéni demokrácia ideiglenes restaurációja során veszélybe került rövid időre az élete. Kr. e. 290-ben a tengerbe fulladt.

## Fennmaradt művei

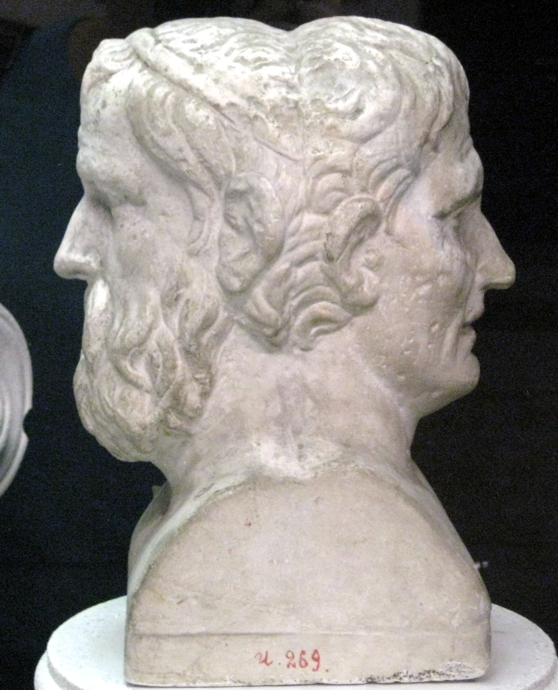
Arisztophanész, az ókomédia mestere és Menandrosz, az újkomédia mestere

Összesen 97 darabjának a címét ismerjük. Számos műve közül csak a Düszkolosz (A zsémbes / Az embergyűlölő) című maradt fenn sértetlenül, az alább említett továbbiakból pedig hosszabb-rövidebb töredékeket ismerünk:
- A szamoszi lány
- Ítéletkérők
- A lenyírt hajú lány
- A pajzs
- A sziküóni férfi
- A gyűlölt férfiú
- A földműves

Egyes vélemények szerint tőle kölcsönözte Caius Iulius Caesar „a kocka el van vetve” mondást is.

## A Düszkolosz tartalmi kivonata
Arisztophanész grammatikus tartalmi kivonata
Egy zsémbes embernek csak egy leánya volt, az asszonynak volt már előbb is egy fia, s elhagyta zsémbes férjét; ez magában élt. A lányt szerette Sóstratos, s a zord apa elűzte őt, mikor leánykérőbe jött; a lány bátyját megnyerte bár, ez nem tudott semmit se tenni, ám mikor Knémón esett a kútba, Sóstratos segít kimenteni. Ekkor kibékül asszonyával és a lányt törvényesen szerelmeséhez adja már, ennek húgát meg Gorgiashoz, mostoha fiához, és megenyhül már iránta is.
A költő ezt a darabot a Lénaia ünnepén mutatta be, Démogenész archónsága alatt, és győzött. A főszerepet a skarphéi Arisztodémosz játszotta. Másik címe: Az embergyűlölő, ez a cím azonban feltehetően nem Menandrosztól származik.

## Magyarul
- Az embergyűlölő. Vígjáték; ford., bev. Trencsényi-Waldapfel Imre; Akadémiai, Bp., 1960 (Az Ókortudományi Társaság kiadványai)
- Epitrepontes / Ítéletkérők. Komédia; ford., bev. tanulmány Devecseri Gábor, sajtó alá rend., szerk. Moravcsik Gyula; Akadémiai, Bp., 1971 (Görög és latin írók)
- A lenyírt hajú lány. Vígjátékok; ford. Devecseri Gábor et al., vál., utószó, jegyz. Tegyey Imre; Európa, Bp., 1986 (Az ókori irodalom kiskönyvtára)
  - Düszkolosz; ford. Trencsényi-Waldapfel Imre
  - A szalmoszi lány; ford. Kerényi Grácia
  - Ítéletkérők; ford. Devecseri Gábor
  - A lenyírt hajú lány; ford. Kerényi Grácia
  - A pajzs; ford. Kerényi Grácia
  - A sziküóni férfiú; ford. Tegyey Imre
  - A gyűlölt férfiú; ford. Kerényi Grácia, Tegyey Imre
  - A földműves; ford. Kerényi Grácia